# Christoph Bernhard Sulze
Christoph Bernhard Sulze (* 11. Juni 1829 in Wiegendorf; † 5. Oktober 1889 in Weimar) war Hochschullehrer an der Hochschule für Musik Franz Liszt Weimar und betrieb dort die Ausbildung von Organisten. Er stammte aus Wiegendorf bei Weimar. Er komponierte auch selbst.
Christoph Bernhard Sulze war Sohn eines Schultheißen und Ökonomen. Er besuchte das Seminar des Hofkapellmeisters André Hippolyte Chelard (1789–1861) und wurde ab 1840 gefördert. Sulze war in Weimar ab 1870 Stadtorganist und Musiklehrer. Er war Nachfolger des Stadtorganisten Johann Gottlob Töpfer. 1879 begann unter Sulze im Nebenfach eine Organistenausbildung an der Musikhochschule, diese wurde ein Jahr später zum Hauptfach aufgewertet.
Er war im Umkreis von Franz Liszt, wie auch seine Beteiligung an dessen Kompositionen bezeugen. Sulze bearbeitete auch andere Komponisten wie u. a. Richard Wagner.

## Werke (Auswahl)
- Fünfzehn kleine Charakterstücke für das Pianoforte; op. 58 / Sulze, Bernhard / 1865.
- Franz Liszt, Christoph Bernhard Sulze: Ave Maris Stella : Hymne für eine Alt-Stimme (Und Frauenchor, Ad libitum), Die Orgelbegleitung Zu Aufführungen In Kirchen, eingerichtet von B. Sulze. Kahnt / Benicke, Leipzig [1878].
- Deutscher Armee-Marsch: für grosses Militair-Orchester; op. 17, comp. und für Pianoforte arr. von B. Sulze, Klavierauszug. Kühn, Weimar 1860.